# 黄强 (跳水运动员)
黄强（1982年4月11日—），中国江苏常州人，马来西亚跳水运动员及教练。

## 运动生涯
15岁时，黄强代表中国在1997年墨西哥城跳水世界杯与搭档李成伟一起在男子双人10米台中赢得金牌。16岁时，黄强在1998年曼谷亚运会中赢得男子10米台跳水银牌。18岁时，与田亮搭档在2000年悉尼跳水世界杯中赢得男子双人10米台跳水金牌。然而，由于背伤，本来前途倍受看好的黄强无缘参加2000年悉尼奥运会，至2007年退役。
此后，黄强开始了其教练生生涯，并前往马来西亚国家队任教。2010年，黄强迎娶马来西亚籍女子黄惠娟为妻，并在一年后成为马来西亚公民。2012年跳水世界杯时，30岁的黄强与布赖恩·尼克松·洛马斯代表马来西亚赢得双人3米跳板铜牌，并得以进入2012年伦敦奥运会参与男子3米跳板及双人3米跳板，虽未得奖，但也圆了其奥运梦想。此后继续在马来西亚国家队担任教练。

## 官司
2017年，黄强被控于2017年9月26日于武吉加里尔水上运动中心性侵了一名20岁的女子跳水运动员，案件审至2018年4月9日，获吉隆坡地方法庭宣判表面罪名不成立，当庭释放。控方向高等法庭提出上诉，高庭于10月31日判其表面罪名成立，需出庭自辩。案件于地庭重审，2019年1月31日，获判无罪释放。控方再上诉，2020年2月21日高庭驳回上诉，维持无罪判决。控方一度向上诉庭提出上诉，但至7月24日放弃上诉，全案审结。